# Jacques Sapir
Jacques Sapir, född 1954 i Puteaux, är en fransk ekonom och politisk teoretiker, ledare för Centre d'Études des Modes d'Industrialisation vid École des hautes études en sciences sociales i Paris.
Sapir studerade vid Institut d'Études Politiques de Paris där han avlade examen 1976, vid École des Hautes Études en Sciences Sociales, och universitetet i Nanterre, där han erhöll doktorsgraden 1986. Under sin tidiga karriär undersökte han makroekonomin i Sovjetunionen från andra världskriget till samtiden, och blev en av de världsledande forskarna inom detta fält.
2006 utkom han med La fin de l'eurolibéralisme i vilken han framhåller problemen med ett system som bygger på de fria marknadskrafterna.
Sapir var en av dem som ledde opinionen mot att Frankrike skulle antaga Europeiska konstitutionen.